# Jürg Meister
Jürg Meister (* 1958 in Aarau) ist ein Schweizer Architekt und Gründer von nextroom.

## Werdegang
Jürg Meister studierte zwischen 1979 und 1982 Architektur in Muttenz und in Basel. Seit 1982 lebt er in Wien als freiberuflicher Architekt. Von 1984 bis 1990 war Meister als Mitarbeiter im Atelier von Adolf Krischanitz tätig. 1996 gründete er die online-Datenbank nextroom – architektur im netz.
2019 war Meister der Herausgeber des Buches 33 Interviews zur Architektur. Er interviewte unter anderem Adolf Krischanitz, Peter Zumthor, Marte.Marte Architekten und Dietrich Untertrifaller Architekten.

## Bauten

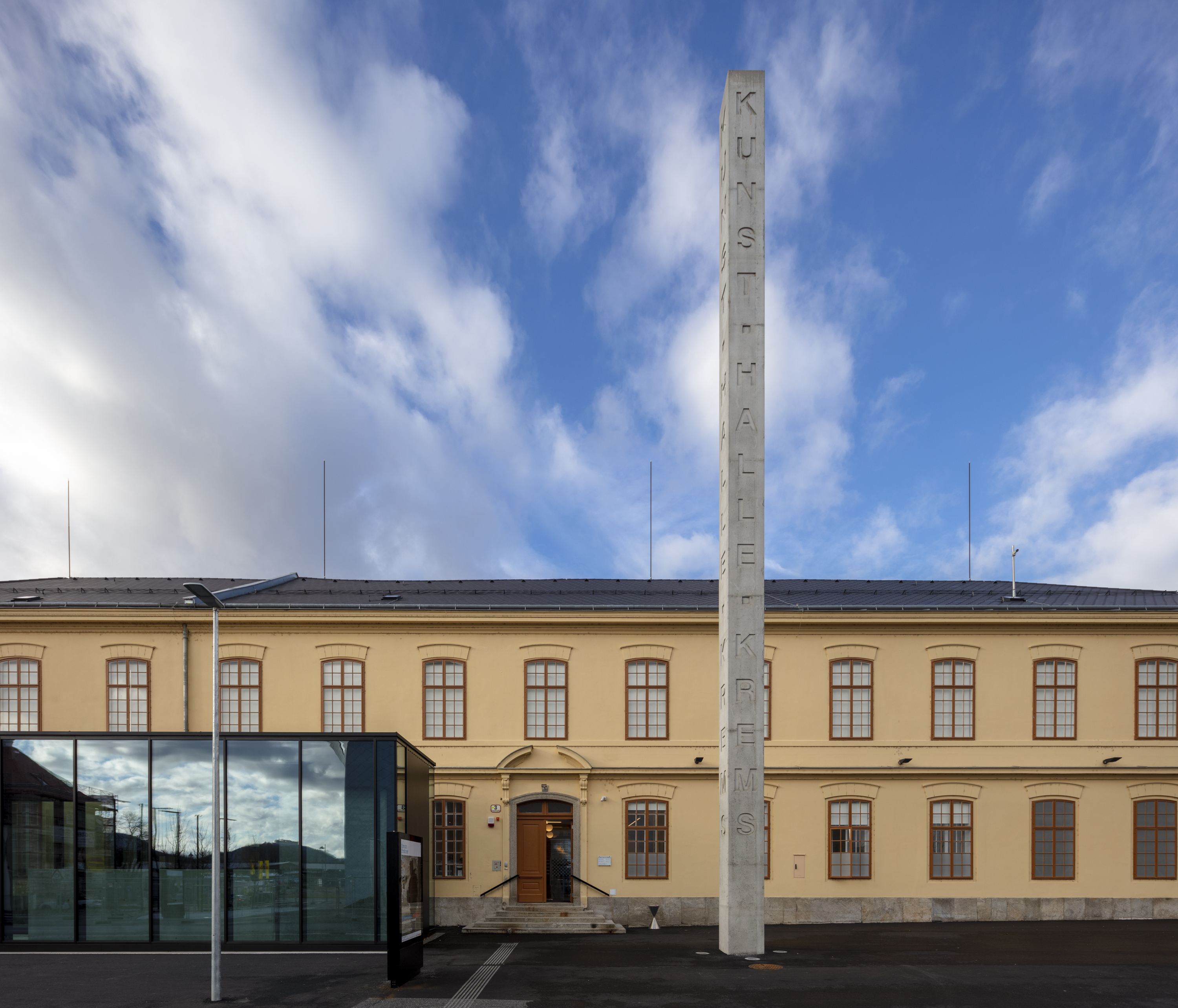
Kunsthalle Krems (Umbau und Erweiterungsbau)

Als Mitarbeiter bei Adolf Krischanitz:
- 1985: Renovierung der Werkbundsiedlung Wien[3]
- 1985–1986: Umbau der Wiener Secession, Wien[3]
- 1987–1988: Traisenpavillon, St. Pölten[3]
- 1988: Haus, Salmannsdorf[4]
- 1990: Haus Weber, Pötzleinsdorf
- 1989–1993: Steirerhof, Graz
- 1992–1995: Kunsthalle Krems  (Umbau und Erweiterungsbau)[5]

## Wettbewerbe
- 1997: 1. Preis Kunsthaus Graz[6]

## Publikationen
- Jürg Meister (Hrsg.): 33 Interviews zur Architektur. Müry Salzmann Verlag, Salzburg 2019, ISBN 978-3990141915.
- Jürg Meister: Zeitzeugen – Die maschinengetriebene Schifffahrt in der Schweiz. In: TEC21 – Fachzeitschrift für Architektur, Ingenieurwesen und Umwelt, Verlags-AG, Nr. 8, 2008, 11. Februar 2008.
- Jürg Meister und Josef Gwerder: Die Geschichte der Schifffahrt auf dem Vierwaldstättersee. Weber Verlag, Thun 2022, ISBN 978-3-03818-385-3.